# سیارک ۵۳۲۹
سیارک ۵۳۲۹ (به انگلیسی: 5329 Decaro، نامگذاری:1989YP) پنج هزار و سیصد و بیست و نهمین سیارک کشف شده‌است که در ۲۱ دسامبر ۱۹۸۹ کشف شد.